# Hernán Araníbar
Hernán Araníbar López (ur. 1907 - ?) – boliwijski piłkarz grający na pozycji bramkarza.

## Kariera reprezentacyjna
Hernán Araníbar grał w reprezentacji Boliwii w latach dwudziestych. W 1926 uczestniczył w Copa América 1926. Boliwia zajęła na tym turnieju ostatnie, piąte miejsce, a Araníbar będąc zmiennikiem Jesúsa Bermúdeza wystąpił tylko w ostatnim, przegranym 0-6 meczu z Urugwajem.